# La Torre (Laraje)
La Torre (en gallego y oficialmente, A Torre) es un lugar de la parroquia de Laraxe en el municipio coruñés de Cabanas, en la comarca del Eume (La Coruña, España).
Su población en 2007, según datos del Instituto Gallego de Estadística, contaba con 156 habitantes, de los cuales 72 eran hombres y 84 mujeres, lo que suponía un aumento con relación al año 1999 cuando tenía 150 habitantes.